# Valdáliga
Valdáliga é um município da Espanha na comarca Costa Ocidental, província e comunidade autónoma da Cantábria. Tem 97,8 km² de área e em 2021 tinha 2 157 habitantes (densidade: 22,1 hab./km²).

## Demografia
| Variação demográfica do município entre 1991 e 2004 [carece de fontes?] | Variação demográfica do município entre 1991 e 2004 [carece de fontes?] | Variação demográfica do município entre 1991 e 2004 [carece de fontes?] | Variação demográfica do município entre 1991 e 2004 [carece de fontes?] |
| ----------------------------------------------------------------------- | ----------------------------------------------------------------------- | ----------------------------------------------------------------------- | ----------------------------------------------------------------------- |
| 1991                                                                    | 1996                                                                    | 2001                                                                    | 2004                                                                    |
| 2762                                                                    | 2652                                                                    | 2495                                                                    | 2410                                                                    |